# Famennoise

La Famenoise est une race de poule domestique.

## Description
C'est une volaille de type fermier, fière, svelte, rustique et vive.

### Origine
Originaire la région de Famenne sur les confins du Luxembourg, du Namurois et du Condroz en général, en Belgique.

### Standardofficiel
- Crête : simple
- Oreillons : rouges
- Couleur des yeux : miel foncé
- Couleur de la peau : blanche
- Couleur des tarses : ardoise
- Variétés de plumage : uniquement blanc

Grande race :
- Masse idéale : Coq : 3 kg ; Poule : 2,5 kg
- Œufs à couver : min. 60g, coquille blanche
- Diamètre des bagues : Coq : 20mm ; Poule : 18mm

Naine :
- Masse idéale : Coq : 700g ; Poule : 600g
- Œufs à couver : min. 40g, coquille blanche
- Diamètre des bagues : Coq : 14mm ; Poule : 12mm

## Sources
- Le Standard officiel des volailles (Poules, oies, dindons, canards et pintades), édité par la SCAF.
- Le Standard des races belges (Belgique).